# Comarca de Inocência
A Comarca de Inocência é uma comarca brasileira localizada no município de Inocência, no estado de Mato Grosso do Sul, a 300 quilômetros da capital.

## Generalidades
Sendo uma comarca de primeira entrância, tem uma superfície total de 5776,2 km², o que totaliza aproximadamente 1,5% da superfície total do estado. A povoação total da comarca é de 7,6 mil habitantes, aproximadamente 0,3% do total da povoação estadual, e a densidade de povoação é de 1,33 habitantes por km².
A comarca inclui o município de Inocência. Limita-se com as comarcas de Três Lagoas, Aparecida do Taboado, Paranaíba, Cassilândia, Chapadão do Sul e Água Clara.
Economicamente possui PIB de R$ 149 816 000,00 de PIB per capita de R$ 19 492,11